# Brož

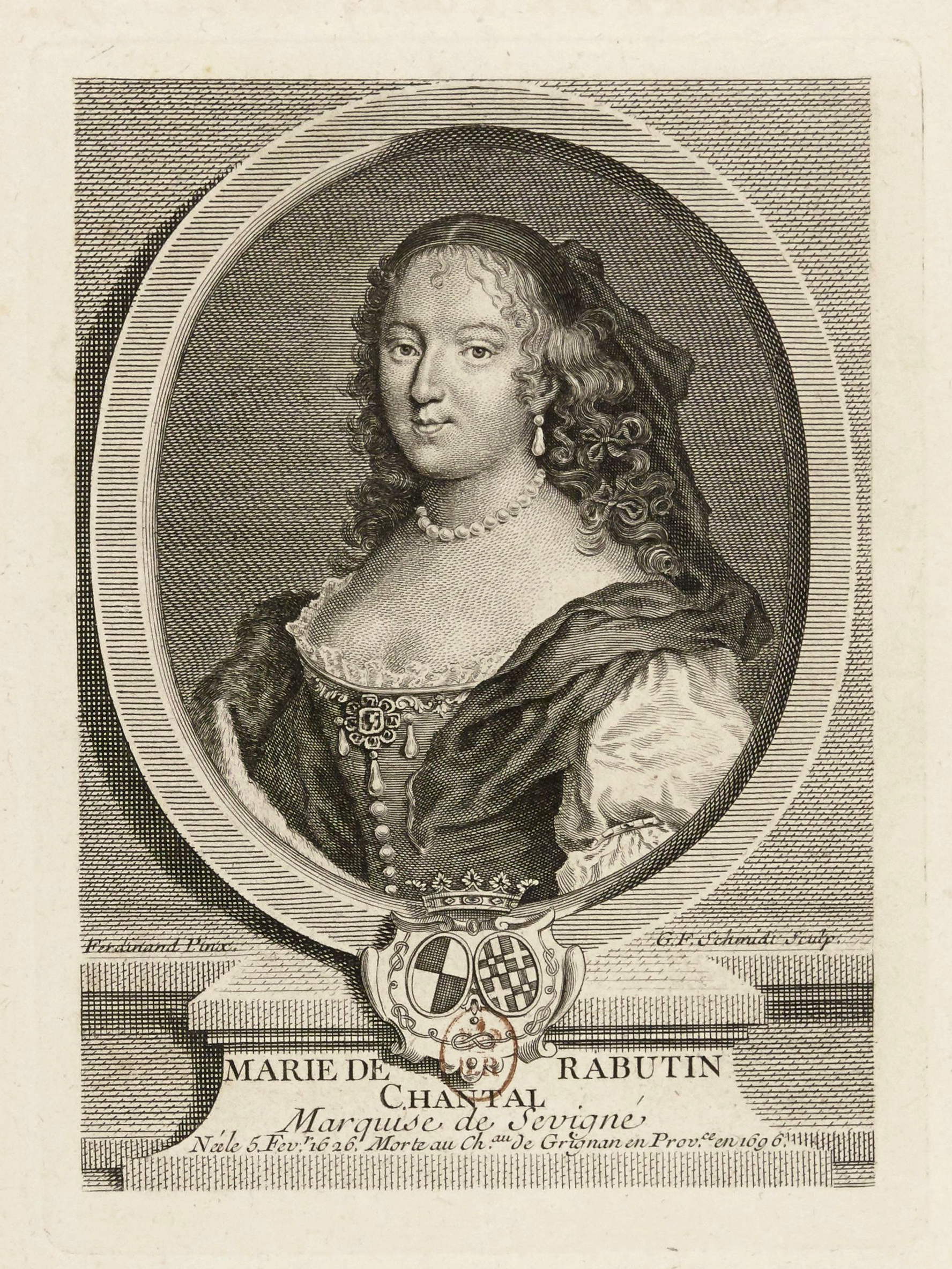
Marie Chantal, markýza de Sévigné (1626-1696) s broží nazvanou podle ní

Brož (z francouzského broche – vřeteno, kolík, rožeň či sponka) je mužský či ženský šperk, připínaný na oděv. Na rozdíl od spon, agraf či fibulí nemá brož hlavní funkci nosnou = spínací, ale především účel dekorační, tedy estetický. Stejně jako spony má většina broží k připnutí na oděv převážně jehlici či zavírací (bezpečnostní) špendlík. 

## Historie
Zatímco spony patří k nejstarším šperkům užívaným nepřetržitě od pravěku po novověk, vzory pro brože se objevily až na luxusní garderobě doby gotické. Na obrazech madon nelze rozlišit, zda mají na prsou sponu či brož, kruhový tvar a drahokamy svědčí pro design broží. Dochované pozdně gotické brože jsou většinou přívěsky, často terčovitého nebo oválného tvaru, ale mohou být složeny také z iniciál. Přivěšovaly se na baret či na klobouk žen, mužů i dětí. Podobnou funkci plnily odznaky poutnické a spolkové. V období renesance se brože uplatňují jak na pokrývkách hlavy, tak na účesu. Častá je brož jako pouhá osazna pro jeden velký drahokam. Kromě toho se rozvíjely technicky příbuzné dekorace, řády a vyznamenání. Objevily se dámské soupravy náhrdelníku, pásu a často asymetricky zavěšené brože (na rameni, na pláštěnce). Brože mohly být párové i sériové. Brože se mohou podkládat velkou mašlí. Někdy nelze přesně odlišit brož od přívěsku.
Všeobecně se brože v Evropě rozšířily teprve s nástupem baroka kolem poloviny 17. století; bývají spojovány s francouzskou dvorskou módou, ale brzy ovládly celou Evropu, především na dámských společenských šatech. Bohatství drahokamů reprezentuje společenský statut ženy. V tereziánské módě se prosadily velké brože trojúhelné, jež do měšťanské módy přešly s náhradou drahokamů skelnými kompozicemi.
V období biedermeieru se objevuje sentimentální šperk s rodinnými portréty, patří k nim brože s miniaturami malovanými či s řezanými kamejemi. S nástupem průmyslové výroby se od 2. poloviny 19. století  rozšířila skleněná a kovová bižuterie, k jejím produktům patřily často jednoduché velkosériové brože, z plechu ražené či lisované. Špendlík na nich bývá nahrazen klipsem na pérko.

## Typy
Existuji brože jedno-, dvoj- a trojdílné, čtyři hlavní typy a mnohé tvarové variace: 
- Dvojdílný korpus se symetricky zavěšenými třemi přívěsky, nejčastěji kapkovité barokní perly na očku či řetízku. Střední perla má být největší. Jeho zavedení bývá spojováno se jménem francouzské milostnice, šlechtičny Marie Chantal, markýzy ze Sévigné, podle níž nese označení Brož a la Sévigné.[1]
- "Devant de corsage" (francouzsky:před korzet, nebo "stomacher" (anglicky volně "přes žaludek") je jednodílná brož trojbokého, terčovitého či kosočtverečného tvaru, hustě posázená velkými drahokamy, někdy dlaždicovitě (v pavé). Pro svoji vysokou hmotnost bývá často přišita doprostřed živůtku společenských šatů, těsně pod dekolt. Koncem 18. století se drahokamy nahrazují sklem v podobě štrasu. Někdy bývá brož nahrazena pruhem tkaniny s plastickou textilní aplikací a našitými korálky.
- Jedno- či dvojdílná brož, která může mít jakýkoliv organický nebo geometrický tvar podélný, příčný (květ, plod, rozeta, terč, či hvězda), nebo motiv figurální (postavičky či hlavičky dětí, zvířat), atp. Jehlice či špendlík jsou montovány na horním dílu, k němuž je na očku (očkách) přivěšen hlavní motiv. Tuto brož lze připnout kamkoliv na horní polovinu oděvu, na košili, živůtek šatů nebo klopu saka či kabátu.
- Drobná vodorovná brož s jedním až třemi kaménky nebo s jinou dekorací (například v podobě jména) sloužila jako nákrční spona, spínající límeček halenky od závěru 19. století zhruba do poloviny 20. století.

## Galerie

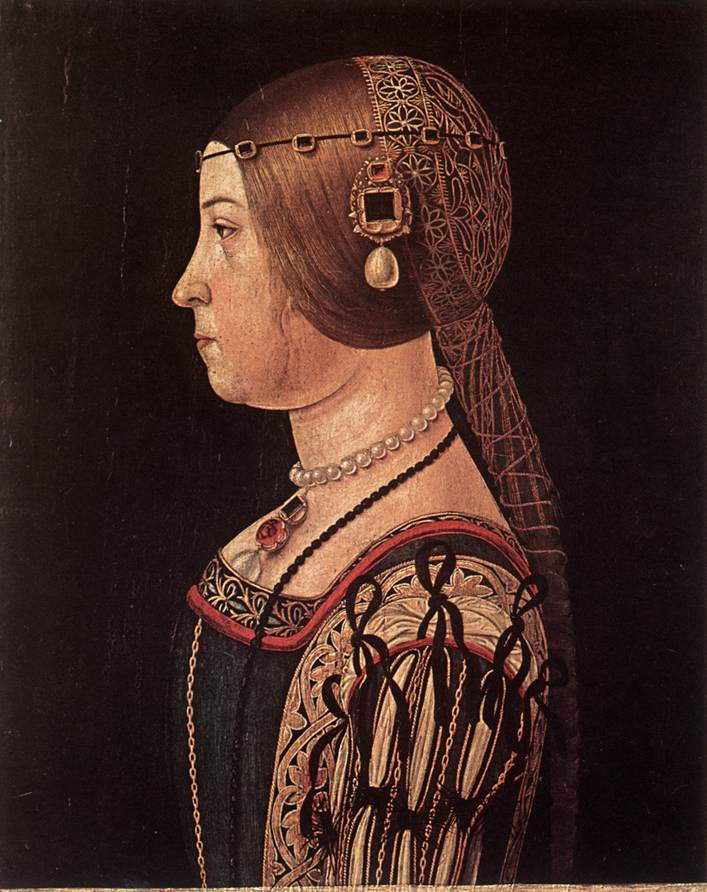
italská šlechtična Barbara Pallaviciniová s broží na účesu, kolem 1500
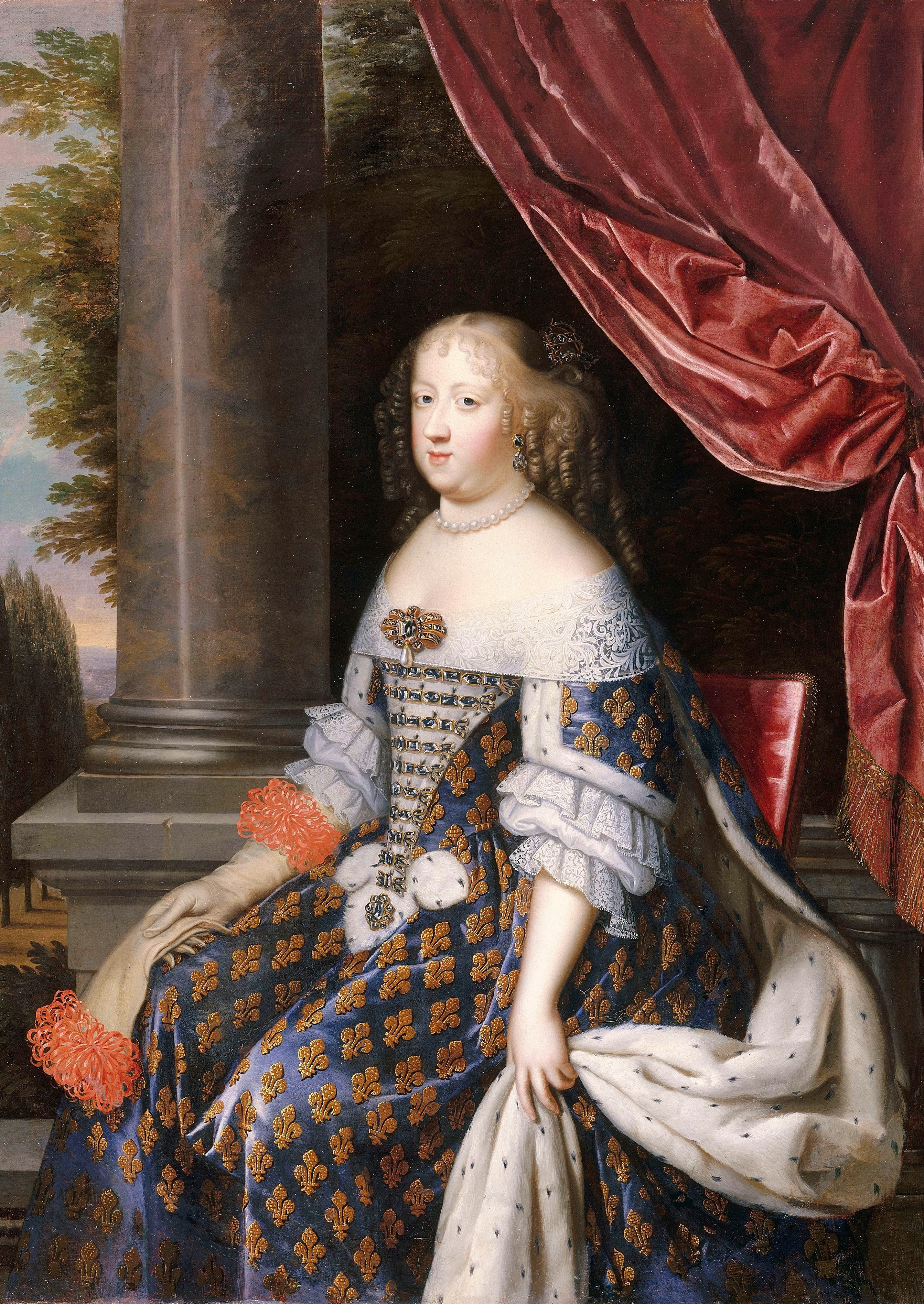
Marie Terezie Rakouská (1638-1683), královna francouzská, s broží
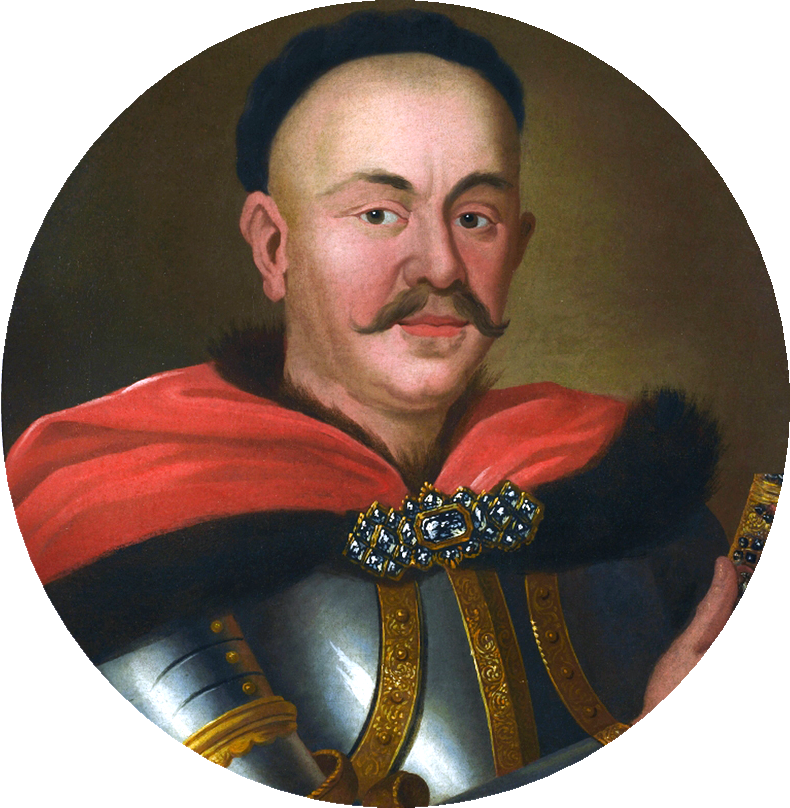
Polský šlechtic Stanisław Herakliusz Lubomirski s diamantovou broží († 1702)
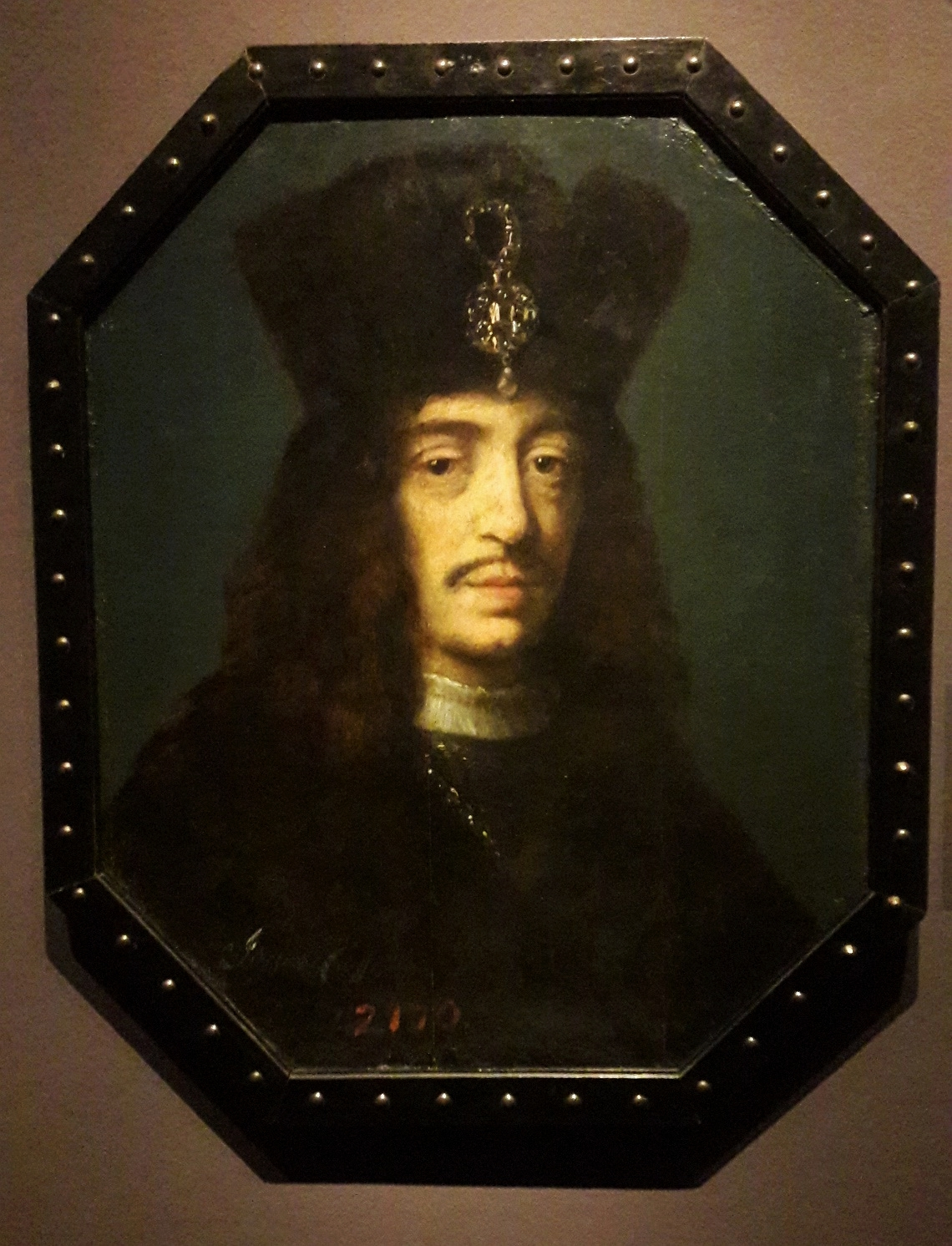
Polský a švédský král Jan Kazimír II. Vasa s broží na čepici, kolem 1665
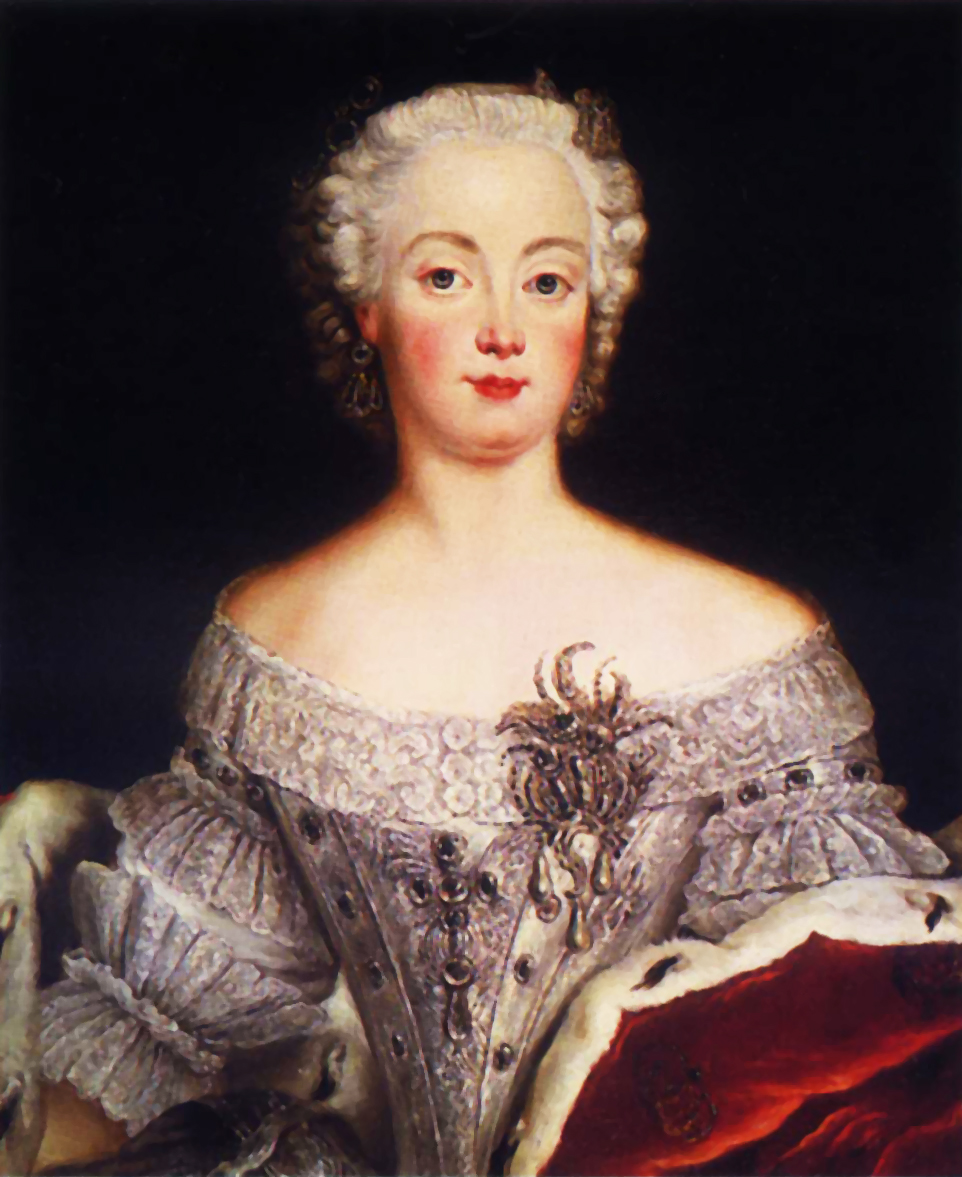
Princezna Alžběta Kristýna Brunšvicko-Bevernská s broží, kolem 1740
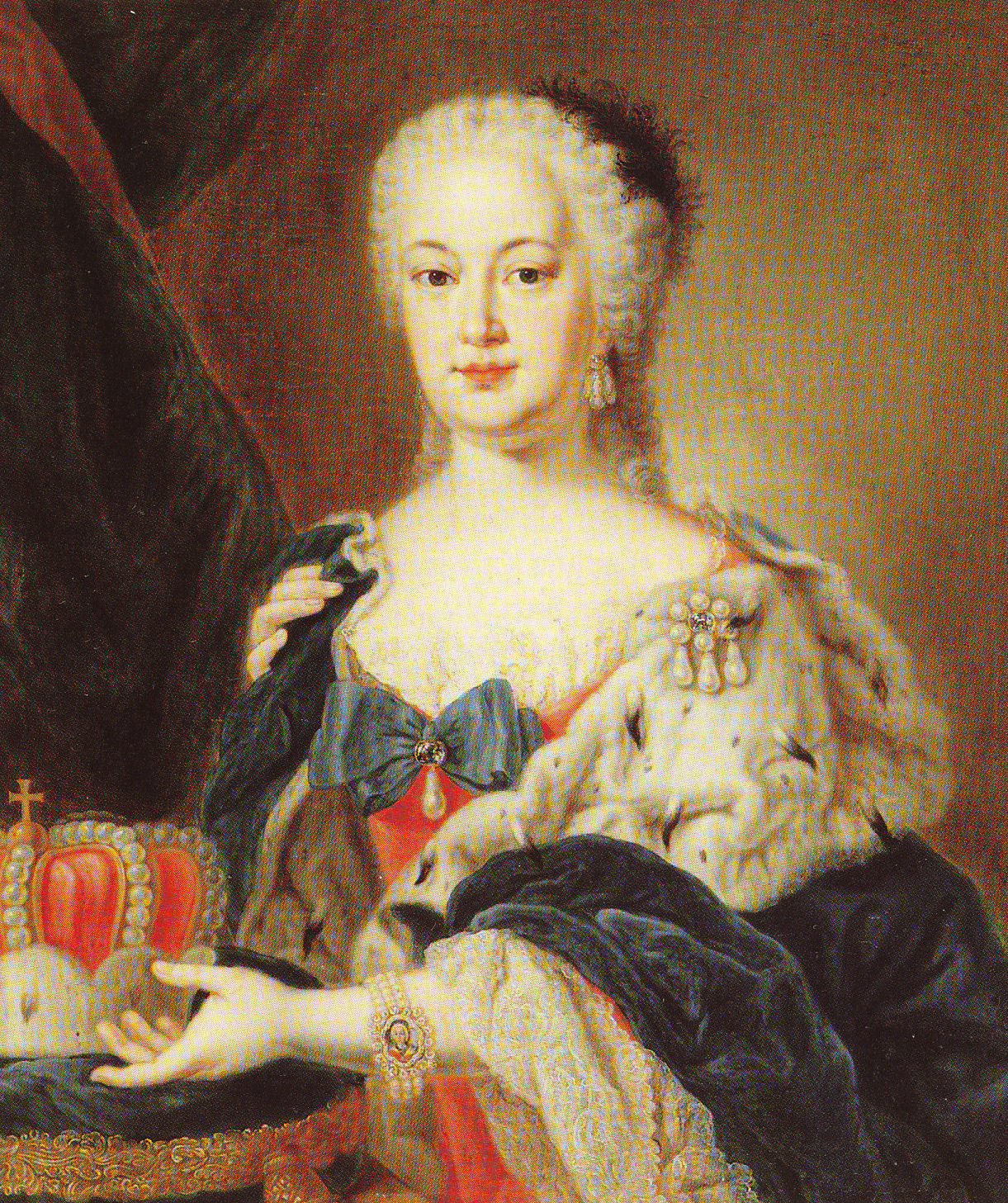
Princezna Alžběta Augusta Falcko-Sulzbašská, 1748
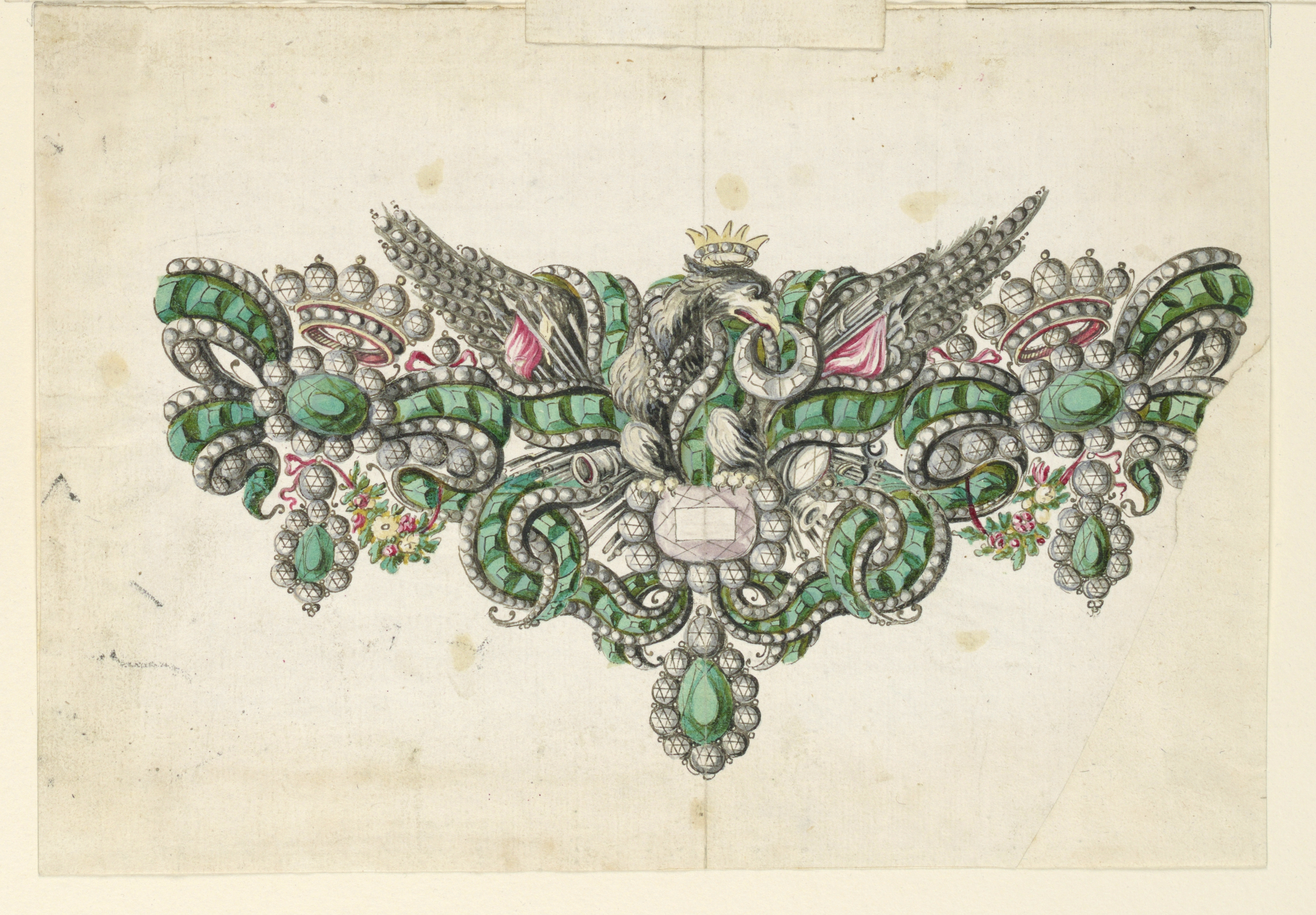
Návrh brože s rakouským říšským orlem, Itálie 1740–50
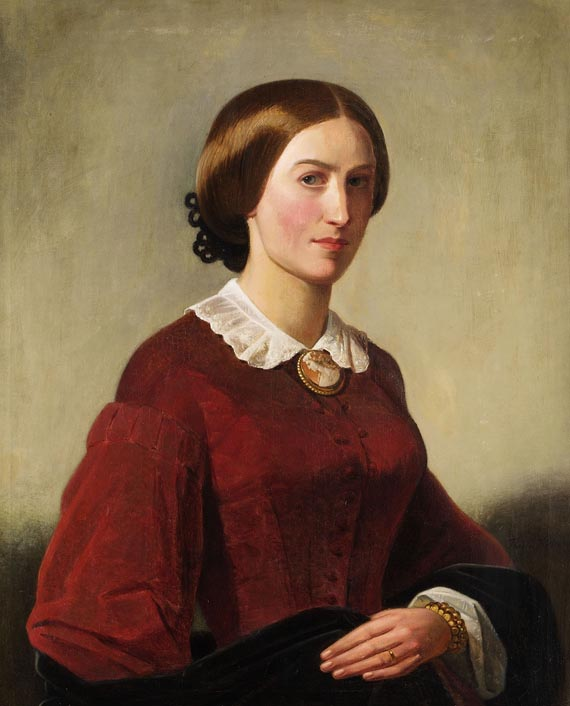
Dáma s portrétní kamejí na broži, Německo kolem 1850
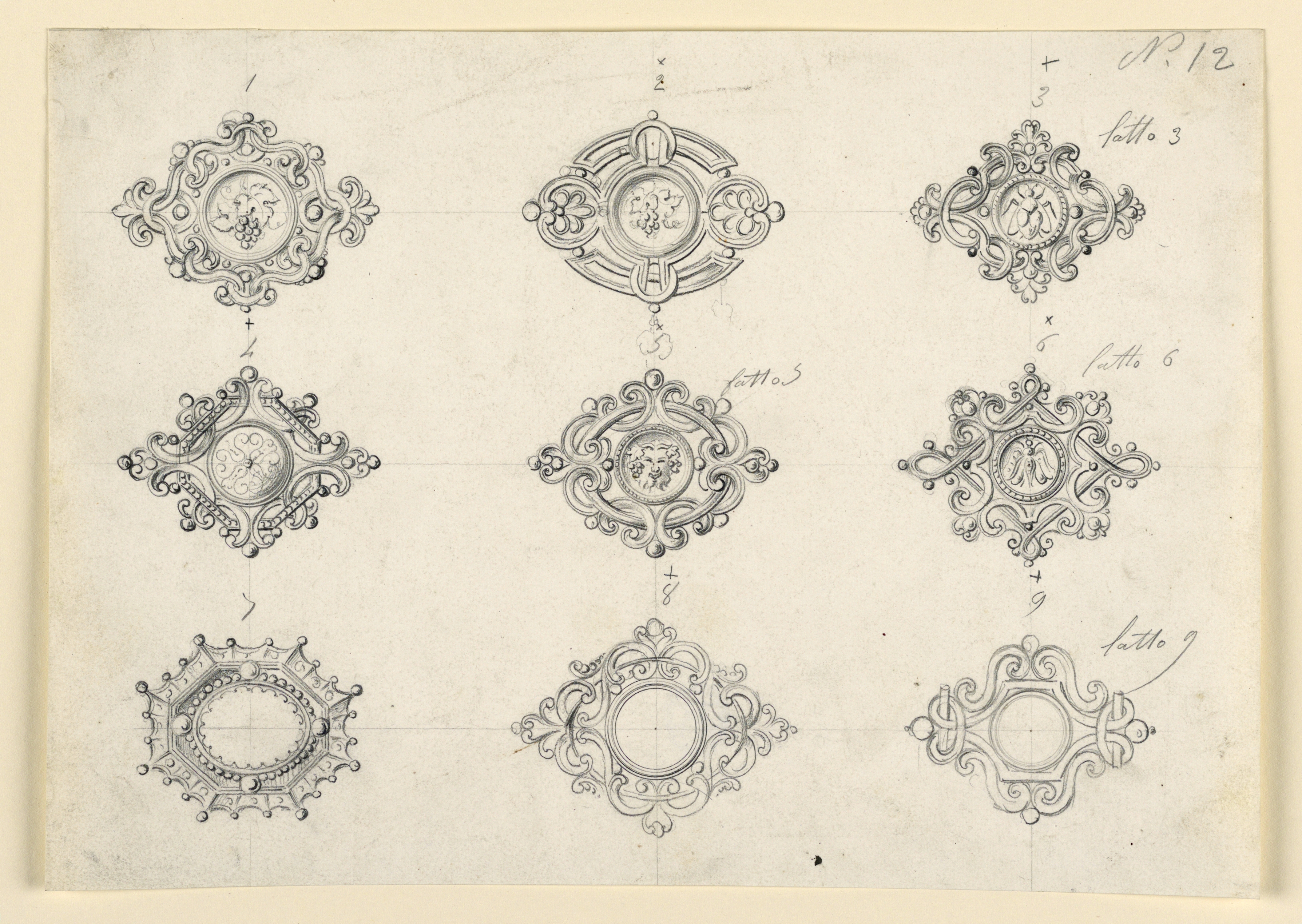
Návrhy na brože z období historismu, Itálie 1850–1875
Lidová brož, měděný zlacený filigrán a sklo, Balkán 2. polovina 19. století
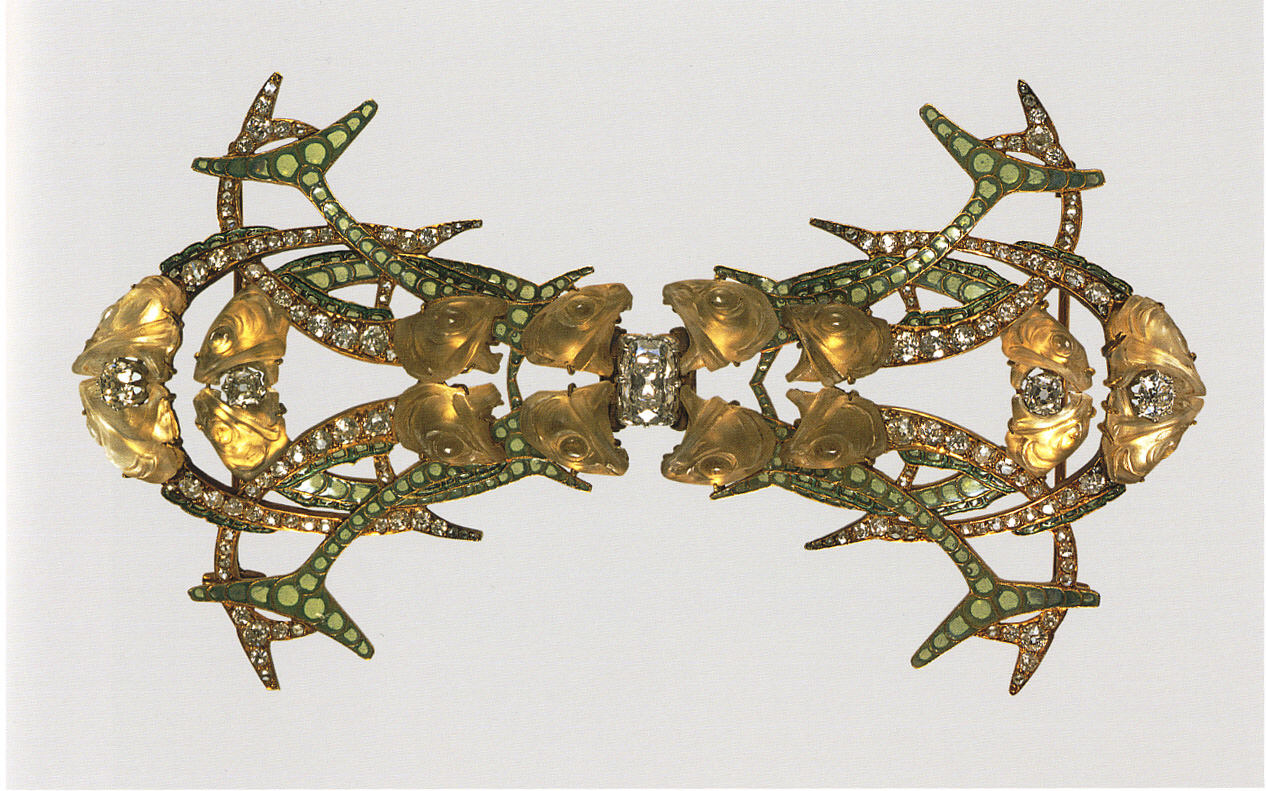
René Lalique: Secesní brož s diamanty a rybičkami, Paříž kolem 1900
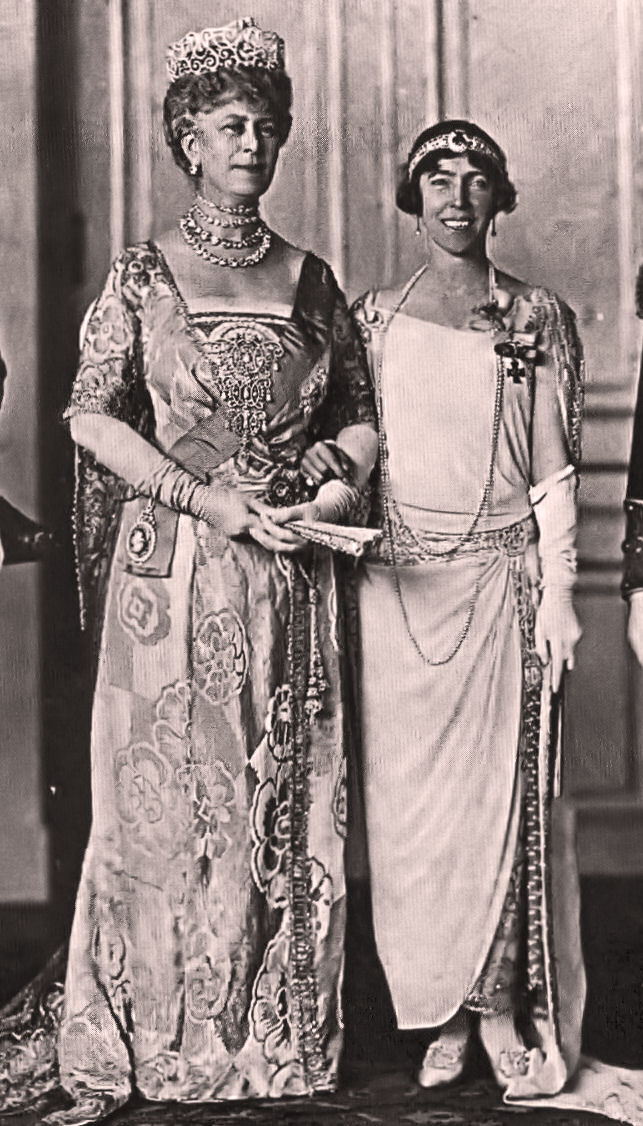
Britská královna Marie s broží typu "stomacher", kolem 1920
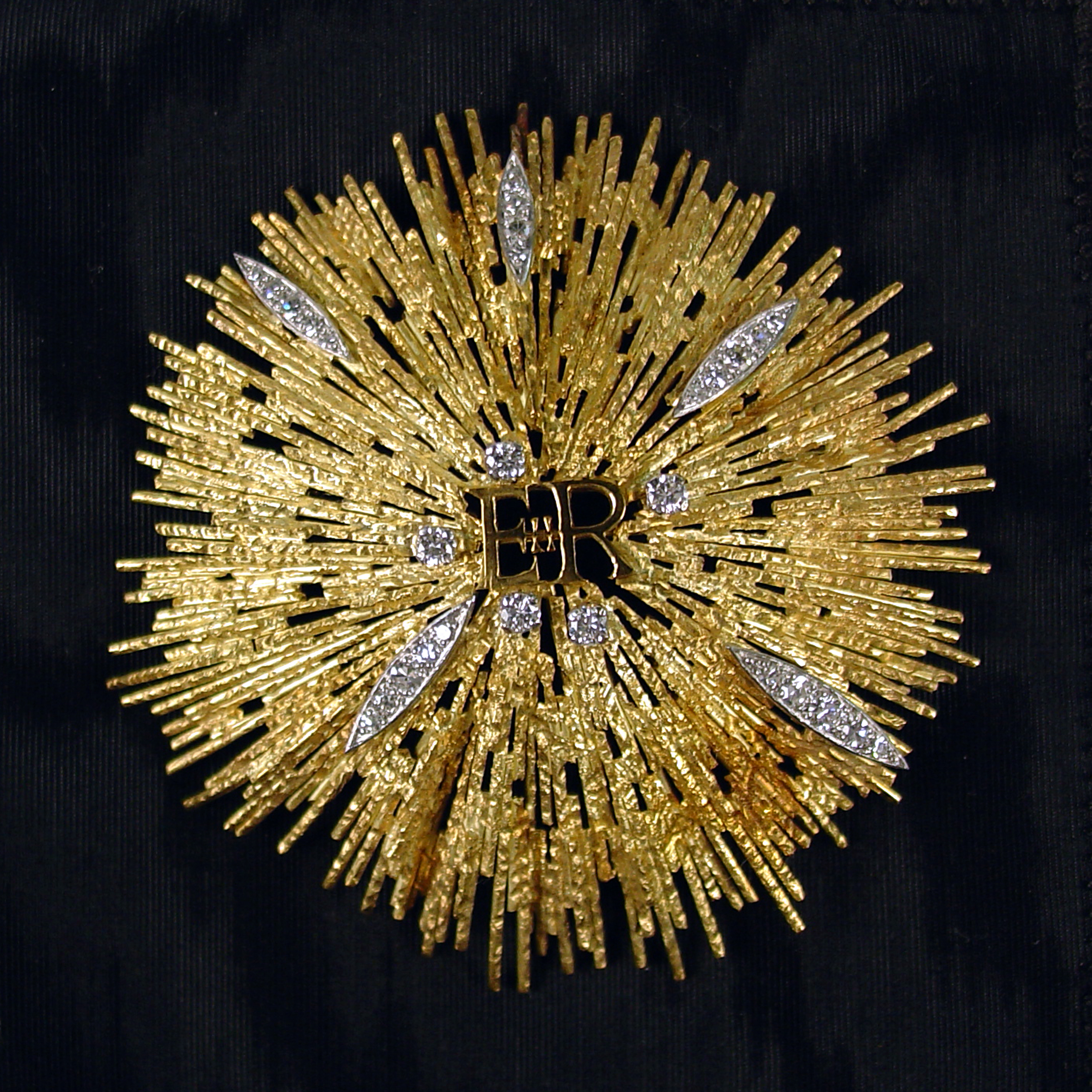
Zlatá brož s diamanty, dar královny Alžběty II. paní Betty Fordové (1976)
- Ruční výroba stříbrné brože v Malajsii